# Fred Bertelmann
Fred Bertelmann (* 7. Oktober 1925 in Duisburg; † 22. Januar 2014 in Berg) war ein deutscher Schlagersänger und Schauspieler.

## Leben
Fred Bertelmann wuchs in Duisburg-Meiderich auf und war das jüngste von neun Kindern von Elisabeth und Jules Bertelmann, der als Chemiker bei der Ruhrchemie beschäftigt war. Seine Familie übersiedelte nach Nürnberg, als er neun Jahre alt war. Während seiner Schulzeit sang Bertelmann im Kirchenchor von St. Lorenz, mit dem er auch Tourneen unternahm. Er besuchte das Gymnasium und erhielt am Konservatorium Nürnberg Unterricht in mehreren Instrumenten (Cello, Violine und Trompete) bei Anton Gruberbauer sowie Schauspielunterricht. Außerdem nahm er Gesangsunterricht beim Heldenbariton des Nürnberger Opernhauses, Johnny Born.
Nach dem Abitur wurde er während des Zweiten Weltkriegs 1944 als Soldat in die Wehrmacht eingezogen und geriet an der Westfront mit einer schweren Verwundung in US-amerikanische Kriegsgefangenschaft. Er wurde nach Alabama gebracht und kam in einem Camp mit dem amerikanischen Swing in Berührung. Nach seiner Entlassung am 6. Mai 1946 begab er sich nach Füssen, wo seine Mutter lebte, und spielte dort in einem Club der US-Armee als Trompeter im Orchester. Ein auf Wunsch seiner Mutter begonnenes Medizinstudium gab er nach kurzer Zeit wieder auf, um seine musikalische Karriere fortzusetzen.
1947 traf er in Landsberg am Lech Ernst Mosch und Horst Reipsch. Gemeinsam gründeten sie die Swing-Band Remo, mit der sie in US-amerikanischen Clubs auftraten. Daraufhin folgte eine Einladung zu Radio München (heute Bayerischer Rundfunk).

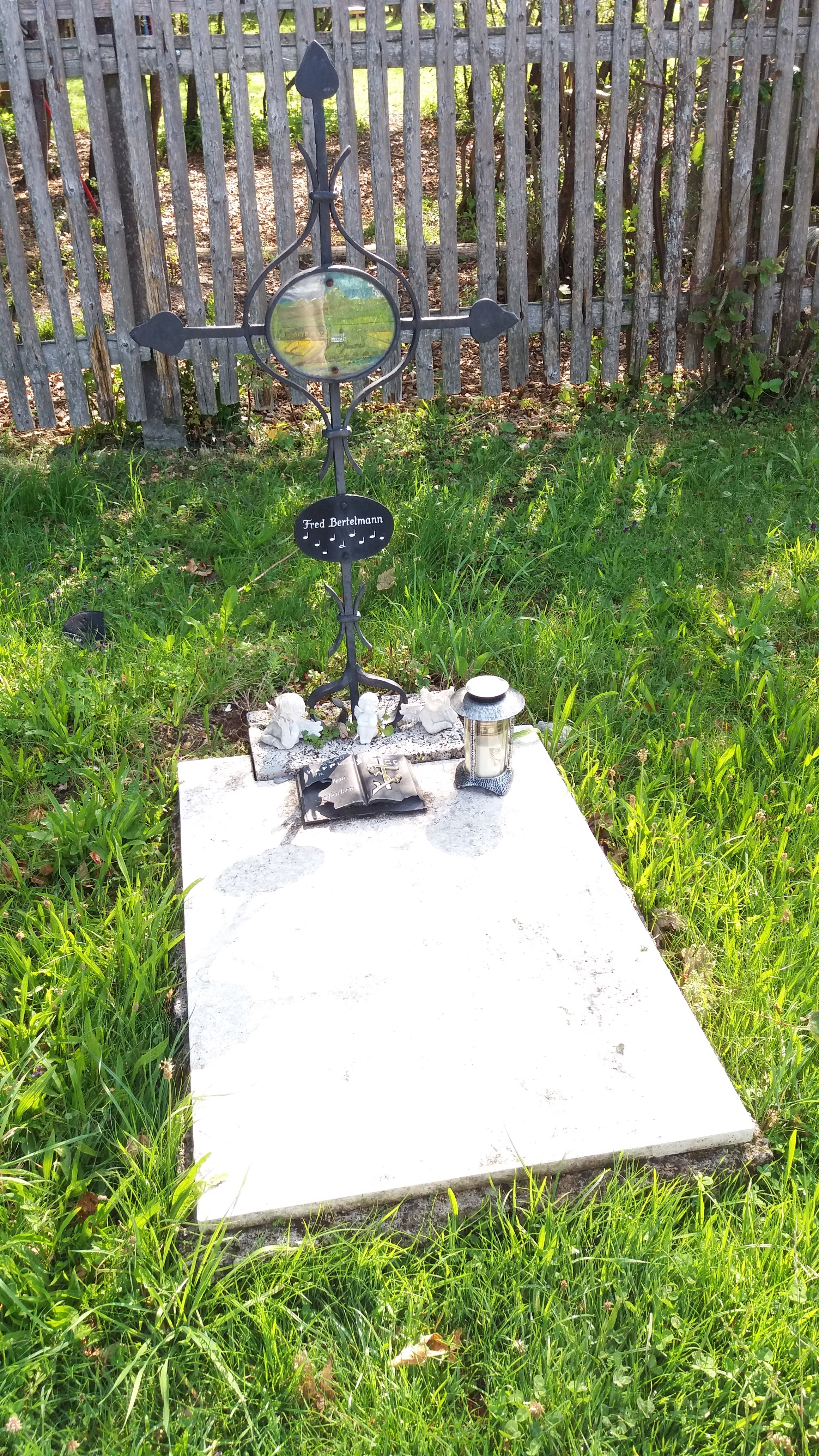
Grab von Fred Bertelmann und Ruth Kappelsberger auf dem Friedhof von Aufkirchen am Starnberger See

1950 engagierte ihn Arne Hülphers für zwei Jahre nach Schweden als Sänger seines Tanzorchesters wo er bei Konzerten mit Zarah Leander mitwirkte. 1952 kehrte er nach Deutschland zurück. In Travemünde machte ihn der Manager Stefan von Baranski mit Michael Jary bekannt, der ihm beim Start ins Schallplattengeschäft behilflich sein wollte. Hier traf er auch seinen späteren Produzenten Nils Nobach. In Hamburg wirkte er beim Start des deutschen Fernsehens (vom NWDR) in der Sendung Klingendes Rendezvous mit und traf dort Bibi Johns, mit der er später einige Plattenaufnahmen im Duett sang. Von Hamburg zog er wieder nach Nürnberg und setzte dort sein Gesangsstudium fort. 1952 vermittelte Baranski für Bertelmann einen Schallplattenvertrag bei der Plattenfirma Tempo.
Bei Tempo veröffentlichte Bertelmann bis 1958 etwa 20 Singles, die vielfach wie es bei Tempo üblich war, Coverversionen erfolgreicher Schlager enthielten. Bereits 1954 war es zu einem Plattenvertrag mit Electrola gekommen. Im Oktober 1955 wurde er mit dem Titel Tina Marie in der deutschen Schlagerparaden ganz vorne notiert.
1957 kam Bertelmann mit dem Titel Der lachende Vagabund, einer Coverversion von Jim Lowes US-Hit Gambler’s Guitar, in die deutschen Hitparaden. Am 9. Juli 1957 wurde es in Köln eingespielt. Dieses Lied passte in die Stimmung des deutschen Wirtschaftswunders, wurde ein Nummer-eins-Hit und die Single verkaufte sich bis zum 1. Mai 1958 eine Million Mal. Insgesamt wurde das Lied 3,5 Millionen Mal verkauft, auch in den USA.
Bertelmanns Hitparadenerfolge hielten bis in die Mitte der 1960er Jahre an, insgesamt wurde er mit zwölf Titeln in den Hitlisten geführt. 1961 wechselte er zu Polydor, danach folgten Plattenverträge mit den Plattenfirmen Ariola, Trans World, Koch International und Superton. Seine Plattenveröffentlichungen reichen bis in die 1990er Jahre, er nahm annähernd 100 Singles auf, und es wurden etwa acht Vinyl-Langspielplatten produziert. Dazu kommen zahlreiche CD-Produktionen.
1958 trat Bertelmann in der deutschen Vorentscheidung zum Eurovision Song Contest an. Beim deutschen Vorentscheid 1964 sang er das Lied Das macht dein Lächeln, Mona Lisa. 
Er wirkte außerdem als Sänger in deutschen Filmen mit. Einem kurzen Gesangsauftritt in Pulverschnee nach Übersee (1956) folgten bereits in Wenn Frauen schwindeln (1957) zwei Revueszenen mit Bibi Johns. Die Hauptrolle in Der lachende Vagabund (1958) brachte ihm sein gleichnamiger Erfolgsschlager ein. Zu verdanken hatte er diesen Aufstieg dem Produzenten Willy Zeyn, der ihn auch in den Nachfolgern Das blaue Meer und Du (1959) und Gauner-Serenade (1960) einsetzte. In beiden Filmen spielte er neben Chris Howland. Der Konkurs des Union-Filmverleihs beendete diese Serie. Seinen ersten Einsatz im österreichischen Film hatte er im Zirkusfilm Geliebte Bestie (1959), wo er die Gesangseinlagen übernahm. Produzent Herbert Gruber besetzte ihn auch in Wenn das mein großer Bruder wüßte (1959) und Meine Nichte tut das nicht (1960). In einer Hauptrolle spielte er neben der jungen Cornelia Froboess. Allein auf ihn zugeschnitten war dann Gitarren klingen leise durch die Nacht (1960). Der erste Film nach seinem Wechsel des Musikverlags war ein Gesangsauftritt in So liebt und küßt man in Tirol (1961). Das Ende des klassischen Schlagerfilms deutete sich mit der Hauptrolle in Lieder klingen am Lago Maggiore (1963) an. Mit einer weiteren Gesangseinlage in der deutschen Fassung der spanisch-italienischen Koproduktion Laß die Finger von der Puppe (1966) klang seine Kinokarriere aus.
Bertelmann spielte auch klassische Theaterrollen u. a. in Götz von Berlichingen oder Der Widerspenstigen Zähmung und übernahm Rollen in Musicals. Zudem trat er in US-amerikanischen Fernsehshows auf, wie in den Shows von Ed Sullivan, Dean Martin und Perry Como. 1961 wirkte er in Chicago im Musical Show Boat mit. In Europa trat er zusammen mit Marika Rökk, Gerhard Wendland, Vico Torriani, Hans-Joachim Kulenkampff, Bibi Johns und Caterina Valente auf. 1961 wechselte Bertelmann von der Electrola zu Polydor.
Zur Nachwuchs- und Talentförderung gründete er 1972 gemeinsam mit der ehemaligen Schlagersängerin Gitta Lind in München die erste Show-Schule Deutschlands.
Im Mühlentheater in Kleinseebach bei Erlangen spielte Bertelmann 2003 im Theaterstück Sonny Boys mit. 2005 und 2006 trat er an der Bayerischen Staatsoper im Rahmen der Münchner Opernfestspiele als Aeneas im Prinzregententheater in der Festspielproduktion Dido & Aeneas – die Barockoper von ihren Liebhabern entblößt (nach Henry Purcell) von und mit Andreas Ammer und Sebastian Hess auf.
Bertelmann lebte zuletzt in Berg am Starnberger See, wo er am 22. Januar 2014 starb. Er wurde auf dem Friedhof von Aufkirchen am Starnberger See bestattet.

## Privates
Bertelmanns 1946 geschlossene Ehe mit seiner Frau Wickie wurde Mitte der 1960er Jahre geschieden, aus der Ehe stammten zwei Töchter. 1966 heiratete er die frühere Fernsehansagerin und Filmschauspielerin Ruth Kappelsberger, mit ihr hatte er eine Tochter. Daneben führte er eine Zweitbeziehung in Regensburg.

## Ehrungen Auszeichnungen (Auswahl)
- 1958: zwei Schallplattenpreise, den Goldenen Hund der Firma Electrola und den Bronzenen Löwen von Radio Luxemburg
- 1999: Bundesverdienstkreuz am Bande[1] aus der Hand des damaligen Bayerischen Kultusministers Hans Zehetmair[9]
- 2012: Eintrag in das Goldene Buch der Gemeinde Berg am Starnberger See[10]

## Diskografie
Singles

| Jahr | Titel Album                                      | Höchstplatzierung, Gesamtwochen/‑monate, AuszeichnungChartsChartplatzierungen (Jahr, Titel, Album, Platzierungen, Wochen/Monate, Auszeichnungen, Anmerkungen) | Anmerkungen                                        |
| Jahr | Titel Album                                      | DE | Anmerkungen                                        |
| ---- | ------------------------------------------------ | --- | -------------------------------------------------- |
| 1955 | Tina Marie –                                     | DE4 (6 Mt.)DE | Charteinstieg: 1. Februar 1956                     |
| 1956 | In Hamburg sind die Nächte lang –                | DE10 (5 Mt.)DE | Charteinstieg: 1. März 1956 mit Hansen-Quartett    |
| 1957 | Im Hafen Unserer Träume –                        | DE16 (1 Mt.)DE | Charteinstieg: 1. April 1957 mit Bibi Johns        |
| 1957 | Der Lachende Vagabund –                          | DE1 Gold · (6 Mt.)DE | Charteinstieg: 1. April 1957 Verkäufe: + 3.500.000 |
| 1958 | Ich bin ja nur ein Troubadour –                  | DE7 (4 Mt.)DE | Charteinstieg: 1. März 1958                        |
| 1958 | Der Gitarrenspieler –                            | DE25 (1 Mt.)DE | Charteinstieg: 1. August 1958                      |
| 1958 | Aber du heißt Pia –                              | DE10 (4 Mt.)DE | Charteinstieg: 1. Dezember 1958                    |
| 1958 | Torero –                                         | DE24 (1 Mt.)DE | Charteinstieg: 1. Dezember 1958                    |
| 1959 | Ihr zartes Lächeln –                             | DE12 (8 Mt.)DE | Charteinstieg: 1. März 1959                        |
| 1959 | Das blaue Meer und du –                          | DE55 (1 Mt.)DE | Charteinstieg: 1. Dezember 1959                    |
| 1959 | Der Dumme im Leben ist immer der Mann –          | DE34 (3 Mt.)DE | Charteinstieg: 1. Dezember 1959 mit Chris Howland  |
| 1960 | Ti amo Marina –                                  | DE30 (2 Mt.)DE | Charteinstieg: 1. April 1960                       |
| 1960 | Einmal High, High, High (Einmal Low, Low, Low) – | DE34 (2 Mt.)DE | Charteinstieg: 1. Juli 1960                        |
| 1963 | Ein Caballero genießt und schweigt –             | DE39 (1 Mt.)DE | Charteinstieg: 1. November 1963                    |

## Filmografie

### Kino
- 1956: Pulverschnee nach Übersee
- 1957: Wenn Frauen schwindeln
- 1958: Der lachende Vagabund
- 1959: Gitarren klingen leise durch die Nacht
- 1959: Geliebte Bestie
- 1959: Wenn das mein großer Bruder wüßte
- 1959: Das blaue Meer und Du
- 1960: Meine Nichte tut das nicht
- 1960: Gauner-Serenade
- 1961: So liebt und küßt man in Tirol
- 1962: Lieder klingen am Lago Maggiore
- 1966: Laß die Finger von der Puppe

### Fernsehen (Auswahl)
- 1971: Glückspilze
- 1975: Ein Walzer zu zweien
- 1996: Zum Stanglwirt, Folge: Jetzt scha mer mal – Dann seh’ mer scho (Serie)

Daneben war Fred Bertelmann regelmäßiger Gast in diversen Musiksendungen.